# Тарумирин
Тарумирин (порт. Tarumirim) — муниципалитет в Бразилии, входит в штат Минас-Жерайс. Составная часть мезорегиона Вали-ду-Риу-Доси. Входит в экономико-статистический микрорегион Каратинга. Население составляет 11 851 человек на 2006 год. Занимает площадь 730,270 км². Плотность населения — 16,2 чел./км².

## История
Город основан 31 января 1938 года.

## Статистика
- Валовой внутренний продукт на 2003 год составляет 36 129 192,00 реала (данные: Бразильский институт географии и статистики).
- Валовой внутренний продукт на душу населения на 2003 год составляет 2766,40 реала (данные: Бразильский институт географии и статистики).
- Индекс развития человеческого потенциала на 2000 год составляет 0,693 (данные: Программа развития ООН).